# Xã Money Creek, Quận Houston, Minnesota
Xã Money Creek (tiếng Anh: Money Creek Township) là một xã thuộc quận Houston, tiểu bang Minnesota, Hoa Kỳ. Năm 2010, dân số của xã này là 597 người.